# М'ясота
М'ясота (біл. вёска Мясата) — село в складі Молодечненського району Мінської області, Білорусь. Село є адміністративним центром М'ясотської сільської ради, розташоване в західній частині області.

## Історія
З 1793 після другого розділу Речі Посполитої М'ясота, як і вся Вілейщина, входила до складу Російської імперії, був утворений Вілейський повіт у складі спочатку Мінської губернії, а з 1843 - Віленської губернії.
У 1921–1945 роках село і фільварок знаходилось у Польщі, у Вільнюськім воєводстві, Вілейського повіту, у гміні Красне.

## Населення
- 1921 рік — 610 людини, 100 будинків[2]
- 1931 рік — 647 людини, 110 будинків[3].